# Klára Breznay
Klára Breznay (geboren 11. Dezember 1954 in Budapest) ist eine ungarische Malerin und Restauratorin.

## Leben
Klára Breznay wurde als Tochter des ungarischen Malers József Breznay, und der Malerin Mária Gánóczy 1954 in Budapest geboren.
Ihre Kunst erlernte sie anfangs im väterlichen Atelier in Budapest. Nach ihrer Ausbildung zur Restauratorin bildete sie sich an der Hochschule in Szeged fort.
Breznays Leben spielt sich vor allem in der Gemeinde Fülöpjakab ab. Ihre Werke halten insbesondere das bäuerliche Leben im Kreis Kecskemét fest.
Klára Breznay ist Mitglied der Künstlergruppe Mednyánszky Társaság. Ihre Arbeiten zeigte sie bisher vor allem in Gruppenausstellungen.